# Aspilota macrops
Aspilota macrops är en stekelart som beskrevs av Stelfox och Graham 1951. Aspilota macrops ingår i släktet Aspilota och familjen bracksteklar. Inga underarter finns listade.